# Chiesa di Nostra Signora del Pilar (Tempio Pausania)
La chiesa di Nostra Signora del Pilar  è un edificio religioso situato a Tempio Pausania, centro abitato della Gallura, nella Sardegna nord-orientale. È consacrata al culto cattolico e fa parte della diocesi di Tempio-Ampurias.
La data di costruzione rimane incerta; viene comunemente indicata tra il 1641 (anno secondo il quale sarebbe avvenuto il miracolo della Virgen del Pilar) e il 1684, in quanto citata in documenti dell'epoca., anche se un concio della facciata riporta l'anno 1724.